# Diferenciació cel·lular
La diferenciació cel·lular és el procés pel qual una cèl·lula canvia d'un tipus cel·lular a un altre. Habitualment la cèl·lula canvia a un tipus cel·lular més especialitzat. Consisteix en canvis morfològics i funcionals entre diferents cèl·lules d'una mateixa colònia o organisme, i és especialment important i controlada en els organismes superiors, incloent-hi animals i plantes. Gràcies a aquest procés, i a la posterior formació de teixits i òrgans, es pot explicar el desenvolupament i funcionament dels organismes que coneixem.
Tot i que existeixen excepcions, la diferenciació cel·lular es fa sense alterar la informació genètica que conté la cèl·lula. Això vol dir que, per exemple, una cèl·lula de la pell d'una persona conté el mateix genoma que una cèl·lula del seu os, per més que tinguin formes i propietats totalment diferents. Això s'explica per la diferent expressió dels seus gens a través d'un mecanisme anomenat regulació gènica.
Entre les excepcions a la diferenciació cel·lular normal trobem la formació dels gàmetes masculí o femení, en les quals es redueix la dotació cromosòmica de diploide a haploide. També es troba al desenvolupament de certes espècies, com per exemple de nematodes de la família Ascaridae, els quals destrueixen durant el desenvolupament embrionari aquells gens que la cèl·lula diferenciada no necessitarà (cal denotar que en les cèl·lules germinals no hi haurà destrucció de material genètic).